# エベニーザー・ハザード
エベニーザー・ハザード（Ebenezer Hazard, 1744年1月15日 - 1817年6月13日）は、アメリカ合衆国の政治家、歴史家。1782年から1789年まで第3代アメリカ合衆国郵政長官を務めた。

## 生い立ちと家族
1744年、ハザードはペンシルベニア植民地のフィラデルフィアにおいて、サミュエル・ハザード (Samuel Hazard, 1713-1758) とキャサリン・クラークソン (Catherine Clarkson, 1720-1788) の息子として生まれた。ハザードはプリンストン大学で学んだ。1770年、ハザードはニューヨーク市内で出版社を設立したが、5年ほどで事業から撤退した。
1783年9月11日、ハザードはニュージャージー州シュルーズベリーにおいてアビゲイル・アーサー (Abigail Arthur, 1746-????) と結婚した。

## アメリカ革命
1775年、ハザードは大陸会議によってニューヨーク市の最初の郵便局長に任命された。1776年、ハザードは郵便公社の監督官を務め、その後1782年にリチャード・バチェの後任として郵政長官に就任した。郵便制度は合衆国憲法発効後の1789年9月に再編され、ハザードはそれに伴い郵政長官を退いた。

## 晩年
郵政長官退任後、ハザードはフィラデルフィアへと戻り、北アメリカ保険会社の設立を支援した。1817年、ハザードはフィラデルフィア市内で死去した。
| 公職                    | 公職                                                 | 公職                        |
| ----------------------- | ---------------------------------------------------- | --------------------------- |
| 先代 リチャード・バチェ | アメリカ合衆国郵政長官 1782年1月28日 - 1789年9月26日 | 次代 サミュエル・オズグッド |